# Méritein
 Méritein  es una población y comuna francesa, en la región de Aquitania, departamento de Pirineos Atlánticos, en el distrito de Oloron-Sainte-Marie y cantón de Navarrenx.

## Demografía
| 335 | 334 | 323 | 319 | 412 | 403 | 440 | 399 | 399 | 397 | 380 | 364 | 359 | 361 | 367 | 355 | 358 | 326 | 314 | 308 | 305 | 264 | 278 | 256 | 229 | 243 | 222 | 230 | 216 | 247 | 316 | 258 | 265 | 278 |
| Para los censos de 1962 a 1999 la población legal corresponde a la población sin duplicidades (Fuente: INSEE [Consultar]) |     |     |     |     |     |     |     |     |     |     |     |     |     |     |     |     |     |     |     |     |     |     |     |     |     |     |     |     |     |     |     |     |     |

## Economía
La principal actividad es la agrícola (ganadería, policultivo). 